# Gabek II
Gabek II is een bestuurslaag in het regentschap Pangkal Pinang van de provincie Bangka-Belitung, Indonesië. Gabek II telt 5221 inwoners (volkstelling 2010).